# Göta
Göta (čti jéta; švédsky Göta älv) je řeka v jihozápadním Švédsku (Västra Götaland). Vytéká z jezera Vänern a celková délka toku činí přibližně 95 km. Plocha povodí měří 50 115 km². Jedná se o nejmohutnější řeku ve Skandinávii, pokud jde o průtok a velikost povodí. Počítáme-li dohromady délku celého říčního systému od pramene řeky Klarälven (731 km), jde také o nejdelší skandinávský vodní tok.

## Průběh toku
Odtéká z jezera Vänern v nadmořské výšce 44 metrů. Údolí řeky je tvořeno starým tektonickým zlomem. Na horním toku překonává vodopády Trollhättefallen o výšce 33 m. Další vodopády jsou u Lilla Edet (6,5 m) a u Vargönu (4,5 m). V Göteborgu ústí do Kattegatu. Pod pevností Bohus u města Kungälv se řeka rozdvojuje (bifurkace). Odpojuje se severní rameno řeky, označované jako Nordre älv. Toto rameno má samostatné vyústění do moře.

## Vodní režim
Vodní stav je rovnoměrný po celý rok. Průměrný průtok vody činí 565 m³/s. Zamrzá od listopadu do května. Nejvyšších vodních stavů dosahuje na přelomu jara a léta (průměrná roční maxima 930 m³/s).

## Využití
Využívá se k zisku vodní energie, přičemž největší vodní elektrárna na řece se nachází u vodopádů Trollhättefallen ve městě Trollhättan. Po postavení kanálu kolem tohoto vodopádu je možná vodní doprava po celé délce řeky a ta se stala součástí Göta kanálu.